# Umbilicaria esculenta
Umbilicaria esculenta és un liquen comestible del gènere Umbilicaria que creix sobre les roques. Es troba a l'Est d'Àsia incloent-hi la Xina, Corea i el Japó. En japonès se l'anomena iwatake (kanji: 岩茸 or 石茸) 

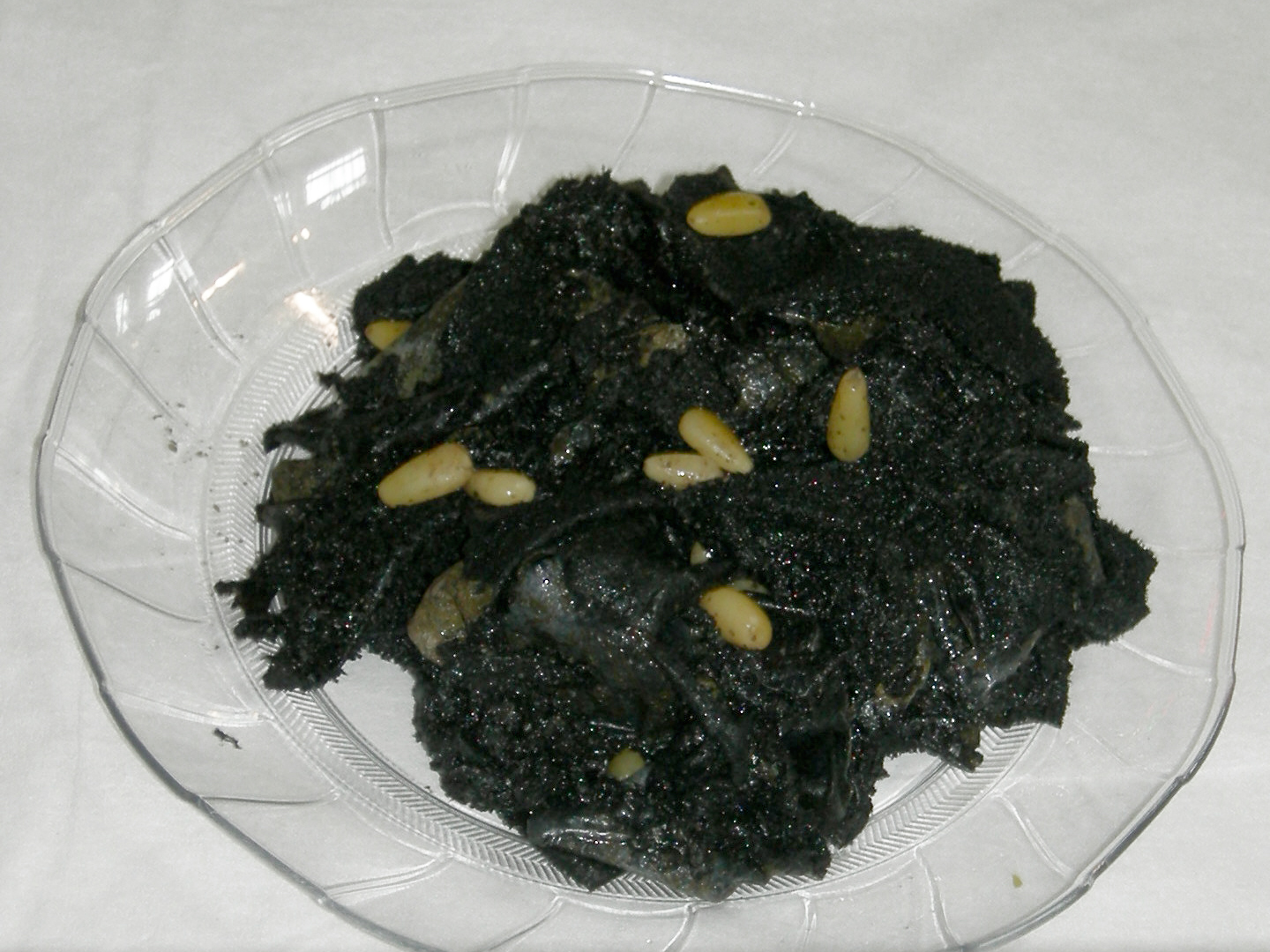
Plat coreà amb Umbilicaria esculenta